# مقاطعة فورست (بنسلفانيا)
مقاطعة فورست (بالإنجليزية: Forest County, Pennsylvania)‏ هي إحدى مقاطعات ولاية بنسيلفانيا في الولايات المتحدة. بلغ عدد سكانها 7716 نسمة في عام 2010 حسب إحصاء مكتب تعداد الولايات المتحدة.

## وصلات خارجية
- www.co.forest.pa.us